# The Long Blondes
The Long Blondes sono stati un gruppo musicale indie rock britannico, attivo dal 2003 al 2008.

## Storia del gruppo
Il gruppo, originario di Sheffield, ha debuttato nel luglio 2004 con il singolo New Idols. Dopo la pubblicazione di altri singoli, hanno collaborato con Steve Mackey, bassista dei Pulp, che ha prodotto il loro album di debutto uscito nel novembre 2006 per la Rough Trade Records. Nel 2007 hanno partecipato al Glastonbury Festival.
Nell'ottobre 2007, dopo un intenso tour, hanno iniziato a registrare con Erol Alkan le tracce del secondo disco. L'album "Couples" viene quindi pubblicato nell'aprile 2008 e contiene il singolo Century, diffuso già nel precedente mese di marzo. Il titolo del disco, con le virgolette, omaggia l'album "Heroes" di David Bowie.
Nell'ottobre dello stesso anno viene pubblicata una compilation dal titolo "Singles", che contiene i primi singoli del gruppo mai incisi prima.
Nell'ottobre 2008 viene inoltre annunciato lo scioglimento del gruppo a causa di un infortunio del chitarrista Cox, che gli ha impedito di continuare a suonare la chitarra come vorrebbe.

## Formazione
- Kate Jackson - voce
- Dorian Cox - chitarra, tastiere
- Reenie Hollis (vero nome Kathryn Hollis) - basso, cori
- Emma Chaplin - chitarra, tastiere, cori
- Screech Louder (pseudonimo di Mark Turvey) - batteria

## Discografia

### Album studio
- 2006 - Someone to Drive You Home
- 2008 - "Couples"

### Raccolte
- 2008 - "Singles"

### Singoli
- 2004 - New Idols
- 2004 - Autonomy Boy
- 2004 - Giddy Stratospheres
- 2005 - Appropriation (By Any Other Name)
- 2005 - Separated By Motorways
- 2006 - Weekend Without Makeup
- 2006 - Once and Never Again
- 2007 - Giddy Stratoshperes
- 2008 - Century
- 2008 - Guilt